# Nimbadus
Nimbadus is een geslacht van hooiwagens uit de familie Pyramidopidae.
De wetenschappelijke naam Nimbadus is voor het eerst geldig gepubliceerd door Roewer in 1953. 

## Soorten
Nimbadus is monotypisch en omvat slechts de volgende soort:
- Nimbadus femoralis